# Ludwig Meyer (Politiker, 1800)
Ludwig Conrad Meyer (* 7. Februar 1800 Südhemmern; † 13. Juni 1877 ebenda) war ein deutscher Landwirt und Politiker.
Meyer, der evangelischer Konfession war, war Kolon in Südhemmern. Politisch war er Ortsvorsteher in seinem Heimatort. 1833 bis 1852 und 1860 bis 1875 gehörte er für den Wahlbezirk Minden-Ravensberg und den Kreis Minden dem Provinziallandtag der Provinz Westfalen an. 1847 war er Mitglied der ersten und 1848 des zweiten Vereinigten Landtags und 1842 bis 1848 der Vereinigten Ausschüsse. Er war nach der Märzrevolution Mitglied der ersten preußischen Kammer und später des Preußischen Abgeordnetenhauses.